# Fritz Landertinger
Fritz Landertinger (n. 26 februarie 1914, Krems, Austria Inferioară, Austro-Ungaria – d. 18 ianuarie 1943, Șlisselburg⁠(d), RSFS Rusă, URSS) a fost un canoist ce a reprezentat Austria, medaliat olimpic. A participat la o ediție a Jocurilor Olimpice (1936) în care a câștigat o medalie de argint.

## Participări
Lista de mai jos prezintă principalele competiții la care a participat Fritz Landertinger de-a lungul carierei.
- Olympische Sommerspiele 1936/Kanu – Einer-Kajak 10.000 m (Männer)[*]